# نوارة (فلم)
نوارة هو فيلم مصري تم إنتاجه في سنة 2015، وهو من إخراج وتأليف هالة خليل وبطولة منه شلبي.، وقد فازت منه شلبي بجائزة أفضل ممثلة في مهرجان دبي السينمائي الدولي بعد مثلت دور البطولة فيه.

## القصة
تدور قصة الفلم حول فتاة إسمها نوارة (منه شلبي) وتعيش قصة حب أثناء ثورة 25 يناير 2011 في مصر، مستعرضًا أثر ما كان يجرى في مصر خلال هذه الفترة على نوارة وعلى قصة حبها وعلى عملها كخادمة في فيلا أحد الوزراء السابقين..

## البطولة
| - منه شلبي: نوارة - محمود حميدة:أسامة - أمير صلاح:علي - شيرين رضا:شاهندة | - أحمد راتب:عبد الله - رجاء حسين:الجدة - رحمة حسن: خديجة | - عباس أبو الحسن:حسن - أحمد مجدي:إياد - دينا عبد الرحمن: المذيعة |

بالاشتراك مع:
| - جلال عبد القادر: والد إسامة - غيدا نوري:إنجي - شريف ليلة: هشام - فكري سليم: أشرف - فاطمة مسلم: عالية زوجة أشرف - ليلى عبد العزيز: عزة زوجة هشام - ليلة عدنان: فتاة الكومبوند - محمد دياب: موظف الحي | - رضا عبد الواحد - جمالات أحمد - ناني سعد الدين :جيران نوارة - خالد نور الدين - جلال العشري- سيد الإباصيري :جيران نوارة - حمادة صميدة: بلطجي محمد علي - أحمد ربيع:سائق ميكروباص - عزت أحمد: سائق أوتوبيس - ريم يوسف:أم هدير - مجدي حنفي:عامل الأوتوبيس - رانيس- راونك:أخوات علي | - شيماء سيف: مؤمنة - محمد رمضان:والد علي - مستورة:أم علي - سو:جوي - سمير حكيم:الشف منعم - رامي الطنباري:الظابط - محمد عبد المعز:رئيس النيابة - شكري مراد:خبير الخزن |

مذيعي نشرة الأخبار:مسعد أبو ليلة- أحمد بوصيلة- نبيل حامد- سهير البداروي

## وصلات خارجية
- مقالات تستعمل روابط فنية بلا صلة مع ويكي بيانات
- نوارة على قاعدة بيانات الأفلام العربية